# Хоркрукси
Хоркрукси (енгл. Horcruxes) су магични предмети из књига о Хари Потеру. Први пут су споменути у шестој књизи, Хари Потер и Полукрвни принц. Хоркрукс је магични предмет који, употребом црне магије, креирају чаробњак или вештица који желе да избегну смрт. Како би то постигли, они морају део своје душе да похране у предмет – хоркрукс - који онда обично сакрију на неко сигурно место како га нико не би уништио. Докле год хоркрукс постоји, они су заштићени од смрти јер чак и ако су њихова тела уништена, део њихове душе остаје неоштећен и везан за овај свет. Међутим, уништење тела, особу која је направила хоркрукс, оставља у стању полуживота, она постаје "мања од духа, нижа од најниже сабласти". У таквом је стању био и Лорд Волдемор након што се на њега одразила клетва којом је покушао убити Харија.
Хоркруксе је могуће уништити (као што се и види са дневником Тома Ридла и прстеном Марвола Гаунта), иако је то изузетно тешко будући да је хоркрукс обично "тако осмишљен да у једнакој мери буде оружје и средство заштите". Ако уништимо хоркрукс, уништавамо и фрагмент душе спремљен у њега те тако особа која га је створила поновно постаје смртна.
Иако је Дамблдор потврдио да су и други чаробњаци у прошлости већ стварали хоркруксе, Волдемор је једини чаробњак који је своју душу расцепио на више од два дела, и тиме је "на путу према бесмртности доспео даље од било кога другог".

## Стварање хоркрукса
Стварање хоркрукса је неприродан и насилан чин, и зато се може постићи само најгорим злоделом - убиством, јер "убијање раздире душу". Први чаробњак који је направио хоркрукс био је "Херпо тхе Фоул", који је врло вероватно и сам осмислио ритуал креирања хоркрукса. Он је такође био и немушт, карактеристика коју нема пуно чаробњака. Осим убиства, такође се треба искористити и једна, до сада неоткривена чин, чија инкантација се изговара на Немуштом језику, како би се природи још више напакостило. Део душе одсечен овим путем тада се може похранити у неки предмет који тада постаје хоркрукс. Та магија је највише изопачена и најнеприроднија од све црне магије јер "би душа требало да остане нетакнута и целовита". Волдемор са сваким хоркруксом је све мање личио на живо биће, јер му је душа осакаћена до оних граница које се сматрају обичним злом.
Не постоји нека очигледна граница што се тиче природе предмета који може постати хоркрукс - чак се за то могу користити и животиње. "Лорд Волдемор је волео скупљати трофеје, а најдражи су му били предмети прожети моћном магијом и прошлошћу." Он је зато такве предмете одабрао за своје хоркруксе, предмете "који су сами по себи достојни толике части".

## Волдеморови хоркрукси
Волдеморово стварање хоркрукса средиште је збивања у Хари Потеру. У Хари Потер и Полукрвни принц Дамблдор верује да је Волдемор креирао шест хоркрукса, након шест важних убистава, а остатак његове душе задржао је у свом телу, тако чувајући своју душу на седам различитих локација будући да је број седам сматрао најмоћнијим магичним бројем. Из тога следи да она особа која жели потпуно убити Волдемора прво мора пронаћи и уништити хоркруксе које је створио, а тек онда може покушати уништити и седми део његове душе који се налази у његовом телу.
Дамблдор је веровао да сви хоркрукси Лорда Волдемора представљају одређену величину и сентименталну вредност за њега. Како се хоркрукс може створити само убиством, познавање локације и околности убиства које је Волдемор починио може представљати трагове према локацијама и облику његових хоркрукса.
Следи попис 7 Волдеморових хоркрукса, њихових локација и начина уништења:

### Дневник Тома Ридла
Дневник Тома Ридла, првобитно у власништву Луцијуса Мелфоја. Луцијус је подметнуо дневник у Џинину књигу из Преображавања док је она куповала школске књиге пре почетка друге године. Џини се почела поверавати том дневнику и понела га је у Хогвортс где ју је Ридл опсео, натерао да отвори Дворану тајни и на крају је заробио. Док је покушавао спасити Џини, Хари се суочио с Ридлом и схватио да постоји веза између дневника и постојања Тома Ридла. Хари је уништио тај хоркрукс користећи базилисков отровни зуб, а уништени дневник - хоркрукс однео у канцеларију професорке Мекгонагал, где су се он и Дамблдор суочили с Луцијусем Мелфојем. Хари је дневник вратио Луцијусу и притом ослободио његовог кућног вилењака Добија. Ово је (вероватно) први уништени хоркрукс, а служио је и као оружје и као штит Волдеморове душе.

### Прстен Марвола Гаунта/Камен ускрснућа
Прстен Марвола Гаунта је Дамблдор пронашао скривеног у рушевинама куће Гаунтових. Из догађаја у Волдеморовом детињству и животу може се закључити да је прстен узео свом ујаку Морфину, и затим га носио у Хогвортсу (то видимо у ситу сећања, у Пужороговом сећању). Дамблдор је овај хоркрукс уништио за време лета прије почетка Харијеве шесте године у Хогвортсу . Пре тог подухвата, Дамблдор је озбиљно повређен јер је прстен непромишљено ставио на руку, те му је рука постала црна и изгорела због страшне клетве којом је прстен заштићен. Прстен, сада с напукнутим црним каменом по средини, налази се у Дамблдоровој канцеларији.

### Медаљон Салазара Слитерина
Нестали медаљон Салазара Слитерина, који је вероватно Том Ридл украо Хепзиби Смит. Описан је као "тежак, златни медаљон...са Слитериновим белегом... украшеним, змијоликим С". Дамблдор и Хари, у покушају да пронађу тај хоркрукс, пронашли су медаљон скривен у пећини у којој је Ридл плашио другу децу из сиротишта. Показало се да заменски медаљон није хоркрукс, него је уместо тога садржао поруку Волдемору од особе с иницијалима Р.А.Б., која је украла прави хоркрукс и планирала да га уништи. Хари касније открива да је Р.А.Б. заправо Сиријусов брат Регулус Арктурус Блек који је некада и сам био смртождер. Прави медаљон је украо Аргус Флич којем га је потом отела Долорес Амбриџ. Хари успева да се домогне правог хоркрукса и Рон га уништава мачем Годрика Грифиндора.

### Пехар Хелге Хафлпаф
Пехар је припадао Хелги Хафлпаф, за који се исто верује да га је Хепзиби Смитх украо Том Ридл. Описан је као мали златни пехар са две фино израђене ручке и са угравираним јазавцем. Волдемор га је сакрио у Гринготс, у добро чувани сеф Белатрикс Лестрејнџ. Хари успева да провали у сеф, а хоркрукс униште Рон и Хермиона базилисковим зубом из Дворане тајни. Пехар Хелге Хафлпаф био је трећи по реду уништени хоркрукс. Када су прва три хоркрукса била уништена, Волдемор, чија је душа била тад раздељена на седам делова, није осјетио ништа. Међутим, када је уништен Пехар, Волдемор је схватио да Хари, Рон и Хермиона траже хоркруксе и да је рањив.

### Дијадема Ровене Рејвенкло
Изгубљена дијадема Ровене Рејвенкло, за коју се веровало да онај који је носи постаје мудрији. Хари дијадему проналази у Хогвортсу у Соби жеља. Дијадему уништава Паклени Огањ који ствара Креб желећи да убије Рона и Хермиону. У филму Хари Потер и Реликвије Смрти - Други део, пошто је глумац који тумачи Кребов лик приведен због поседовања марихуане, уништење Дијадеме је измењено: Паклени Огањ ствара Гојл те је он убијен, Хермиона додаје Харију базилисков очњак. Пробадањем дијадеме кроз камен на средини резултира "крварењем" (црна течност налик на крв) хоркрукса. Ово је уједно и последњи уништени хоркрукс направљен од накита, преостали хоркрукси су жива бића.

### Нагини
Волдеморова змија љубимац. Дамблдор је веровао да је последњи хоркрукс требало да буде направљен после убиства Хари Потера, узимајући у обзир његову важност као "Одабраног", коју је прорекла Сибил Трилејни. Међутим, Дамблдор схвата да је задњи хоркрукс настао убиством Френка Брајса, и да је то Нагини, што се може закључити из понашања и контроле коју над њом има Лорд Волдемор. Дамблдор исто тако изјављује да Нагини наглашава повезаност са Слитерином и појачава мистичност Лорда Волдемора. Змију по Харијевој молби убија Невил, вјерујући да је Хари мртав.

### Хари Потер
Хари Потер је хоркрукс ког Волдемор није направио намерно. Оне ноћи кад је покушао убити Харија, након што му је убио родитеље, откинуо се комадић његове душе и ушао у Харија као једину живу особу у том тренутку. То је разлог због чега су њих двојица остали толико повезани. Кад Хари ово открије, допушта Волдемору да га убије без борбе како би убио и тај комад његове душе. Волдемор то и чини, али клетва убаје само комад Волдеморове душе, а Харијева остаје нетакнута, и напокон слободна. Након уништавања дела Волдеморове душе унутар Харија, он губи моћ говора Немуштог језика.

## Галерија
- Медаљон Салазара Слитерина
- Пехар Хелге Хафлпаф
- Прстен Ускрснућа
- Дијадема Ровене Ревенкло
- Дневник Тома Ридла